# Gymnastiek op de Olympische Zomerspelen 2024 – Rekstok mannen
De rekstok voor de mannen op de Olympische Zomerspelen 2024 in Parijs vond plaats op 27 juli (kwalificatie) en op 5 augustus  (finale). De Japanner Shinnosuke Oka won met 14.533 de Olympische medaille het zilver was voor de Colombiaan Ángel Barajas, De Chinees Zhang Boheng behaalde gezamenlijk met de Taiwanees Tang Chia-hung de bronzen medaille, ze hadden identieke E-scores (7.466), en ook identieke D-scores (6.5). 

## Format
Alle deelnemende turnsters moesten een kwalificatie-oefening turnen. De beste acht deelnemers gingen door naar de finale. Echter mochten er maximaal twee deelnemers per land in de finale komen. De scores van de kwalificatie werden bij de finale gewist, en alleen de scores die in de finale gehaald werden, telden.

## Uitslag
- D-score; de moeilijkheidsgraad van de oefening
- E-score; de uitvoeringsscore van de oefening
- Straf; straffen die zijn gegeven door de jury
- Totaal; D-score + E-score - straf geeft de totaalscore

### Kwalificatie
| Rang | Gymnast         | Gymnast | D-score | E-score | Straf | Totaal |    |
| ---- | --------------- | ------- | ------- | ------- | ----- | ------ | -- |
| 1    | Zhang Boheng    | CHN     | 6.5     | 8.633   |       | 15.133 | Q  |
| 2    | Tang Chia-hung  | TPE     | 6.3     | 8.633   |       | 14.933 | Q  |
| 3    | Takaaki Sugino  | JPN     | 6.6     | 8.133   |       | 14.733 | Q  |
| 4    | Tin Srbić       | CRO     | 6.3     | 8.300   |       | 14.600 | Q  |
| 5    | Shinnosuke Oka  | JPN     | 5.9     | 8.633   |       | 14.533 | Q  |
| 6    | Ángel Barajas   | COL     | 6.7     | 7.766   |       | 14.466 | Q  |
| 7    | Su Weide        | CHN     | 6.0     | 8.400   |       | 14.400 | Q  |
| 8    | Marios Georgiou | CYP     | 5.9     | 8.466   |       | 14.366 | Q  |
| 9    | Yumin Abbadini  | ITA     | 5.9     | 8.300   |       | 14.200 | R1 |
| 10   | Joe Fraser      | GBR     | 6.4     | 7.800   |       | 14.200 | R2 |
| 11   | Fred Richard    | USA     | 5.8     | 8.366   |       | 14.166 | R3 |

Reserve
- Yumin Abbadini  ITA
- Joe Fraser  GBR
- Fred Richard  USA

### Finale
| Rang   | Gymnast         | Gymnast | D-score | E-score | Straf | Totaal |
| ------ | --------------- | ------- | ------- | ------- | ----- | ------ |
| Goud   | Shinnosuke Oka  | JPN     | 5.9     | 8.633   |       | 14.533 |
| Zilver | Ángel Barajas   | COL     | 6.6     | 7.933   |       | 14.533 |
| Brons  | Zhang Boheng    | CHN     | 6.5     | 7.466   |       | 13.966 |
| Brons  | Tang Chia-hung  | TPE     | 6.5     | 7.466   |       | 13.966 |
| 5      | Su Weide        | CHN     | 6.0     | 7.433   |       | 13.433 |
| 6      | Marios Georgiou | CYP     | 5.9     | 7.433   |       | 13.333 |
| 7      | Takaaki Sugino  | JPN     | 5.8     | 5.833   |       | 12.266 |
| 8      | Tin Srbić       | CRO     | 5.5     | 5.833   |       | 11.333 |

1896: Hermann Weingärtner ·
1904: Anton Heida, Edward Hennig ·
1924: Leon Štukelj ·
1928: Georges Miez ·
1932: Dallas Bixler ·
1936: Aleksanteri Saarvala ·
1948: Josef Stalder ·
1952: Jack Günthard ·
1956: Takashi Ono ·
1960: Takashi Ono ·
1964: Boris Sjachlin ·
1968: Akinori Nakayama, Mikhail Voronin ·
1972: Mitsuo Tsukahara ·
1976: Mitsuo Tsukahara ·
1980: Stojan Deltsjev ·
1984: Shinji Morisue ·
1988: Vladimir Artemov, Valery Ljoekin ·
1992: Trent Dimas ·
1996: Andreas Wecker ·
2000: Aleksej Nemov ·
2004: Igor Cassina ·
2008: Zou Kai ·
2012: Epke Zonderland ·
2016: Fabian Hambüchen ·
2020: Daiki Hashimoto · 
2024: Shinnosuke Oka